# AVT Electronics Comp 2
AVT Electronics Comp 2 (Comp 2) је био кућни рачунар фирме AVT Electronics који је почео да се производи у Холандији од 1982. године.
Користио је 6502A као микропроцесор. RAM меморија рачунара је имала капацитет од 64k (највише 1Mb са 256k картицама за проширење). 
Као оперативни систем кориштен је ProDOS (?), CP/M са опционом Z80 картицом.

## Детаљни подаци
Детаљнији подаци о рачунару Comp 2 су дати у табели испод.
|                       |                                                            |
| [ 1 ]                 |                                                            |
| Произвођач            |                                                            |
| Тип                   | кућни рачунар                                              |
| Меморија              | 64k (највише 1Mb са 256k картицама за проширење)           |
| Поријекло             | Холандија                                                  |
| Година                | 1982                                                       |
| Тастатура             | Пуни помак тастера, одвојива тастатура, QWERTY, 65 тастера |
| Процесор              |                                                            |
| Фреквенција процесора | 1                                                          |
| RAM                   | 64k (највише 1Mb са 256k картицама за проширење)           |
| ROM                   | 16k (EPROM)                                                |
| Текст                 | 40 знакова. x 24 линија                                    |
| Графика               | 280 x 192 или 280 x 160 са 4 текст линије                  |
| Боја                  | 16                                                         |
| Звук                  | генератор тона                                             |
| Димензије             | 46 (ширина) x 38 (дубина) x 20,5 (висина) / 16 kg          |
| Портови               |                                                            |
| Оперативни систем     | са опционом картицом                                       |